# Giala Mobutu
 (juin 2010).
Si vous disposez d'ouvrages ou d'articles de référence ou si vous connaissez des sites web de qualité traitant du thème abordé ici, merci de compléter l'article en donnant les références utiles à sa vérifiabilité et en les liant à la section « Notes et références ».
Giala Kasa Mobutu , né le 29 mai 1971 à Kinshasa, est un homme politique congolais, fils du maréchal Mobutu Sese Seko et de Maman Bobi Ladawa.

## Biographie
Giala Mobutu grandit et suit ses études primaires et secondaires à Bruxelles, avant de poursuivre ses études universitaires en Grande-Bretagne où il obtiendra une licence en administration des affaires. Après le décès de son père il quitte la Thaïlande où il travaillait afin de rejoindre le reste de la famille à Rabat au Maroc.
En 2006, Giala Mobutu est elu député national, de la circonscription de Gbadolite, président du groupe parlementaire Forces du Centre et membre du parti UDEMO. En 2011 et 2018 il est réélu député national. En 2018, il est élu sénateur lors des élections sénatoriales de 2019   ,.

## Vie privée
Marié depuis 1992 à Anne Mbuguje Marembo, Giala Mobutu est père de deux enfants. Il est le jeune frère de Nzanga Mobutu, ancien vice-premier ministre chargé de l'Emploi, du Travail et de la Prévoyance Sociale